# Osage
La Nación Osage es un pueblo originario de los Estados Unidos afincada principalmente en el condado de Osage (Oklahoma), pero que puede encontrarse en toda Norteamérica.
El idioma osage pertenece a la rama dhegiha de las lenguas siux, ahora hablado en algunas zonas de Nebraska y Oklahoma. Originalmente vivían en los valles del río Ohio y Osage, entre los kansa, ponca, omaha y quapaw, y en su momento álgido, a principios del siglo XVII, ocupaban parte de los actuales estados de Arkansas, Misuri, Kansas y Oklahoma. Hacia 1808 fueron al valle del río Neosho (Kansas), y de allí, en 1870, hacia Territorio Indio (Oklahoma). Actualmente viven en Oklahoma, en la Reserva Osage.
Los miembros de la nación osage fueron originalmente conocidos como «Ni-U-Kon-Ska», que significa «hijos [o gente] de las aguas medias». Hoy en día se llaman a sí mismos «Wah-Zha-Zhi», que fue traducido por los exploradores franceses como «Ouazhigi», y que más tarde se convirtió en el nombre inglés «osage». El pintor George Catlin (1796–1872) dijo de ellos que eran:

[...] la raza de hombres más altos en Norteamérica, sean de piel roja o blanca; existiendo, de hecho, pocos hombres adultos que tengan menos de seis pies de estatura [1,83 m], y muchos de ellos seis y medio [1,96 m], y otros siete pies [2,13 m].
[...] to be the tallest race of men in North America, either red or white skins; there being few indeed of the men at their full growth, who are less than six feet in stature, and very many of them six and a half, and others seven feet.
George Catlin

A principios de la década de 1920 fueron asesinados varias decenas de indios osage —unos por tiros en la nuca, otros envenenados, otros mediante bombas— en lo que los periódicos describieron como el "Reinado del Terror". El motivo de los mismos era apoderarse de sus derechos sobre el subsuelo que los habían hecho inmensamente ricos debido a que en sus tierras se había encontrado petróleo. La investigación realizada por el predecesor del FBI también reveló una gran corrupción entre los funcionarios locales involucrados en el programa de tutelaje de los Osage, por el cual estos no podían disponer libremente de su dinero. La mayoría de los asesinatos nunca fueron llevados a juicio, pero algunos hombres fueron condenados y sentenciados.

## Demografía
Hacia 1840 eran unos 5 000 individuos, pero bajaron a 3 500 en 1855. En 1906 había 1 988 osage, que aumentaron a 2 229 en 1907 y a 3 672 en 1939. En 1945 habían subido a 4 500, a 4 621 en 1960, a 4 900 en 1965 y a 5 000 en 1970. En 1990 eran unos 10 000. Según datos de 1995, la Osage Agency de Oklahoma tenía censados en la reserva 10 525 personas (pero 5 197 en el rol tribal). Y según el censo de 2000, había 7 658 miembros de la tribu, 1 354 mezclados con otras tribus, 5 491 mezclados con otras razas y 1 394 mezclados con otras tribus y otras razas. En total 15 897 individuos.

## Costumbres
Su cultura es del tipo de las llanuras, pero combinando la agricultura con la caza del bisonte. Cazaban osos, ciervos y castores. Sus viviendas estaban cubiertas de pieles, corteza y esteras de cañas y tierra, y con forma irregular, con un espacio abierto para los bailes y los discursos del consejo. Su estructura era grande y baja, cupuliforme. Pero en verano vivían en tipis.
La vida tribal se centraba en las ceremonias religiosas donde los clanes pertenecían a dos divisiones de origen legendario. Los osage se creían descendientes de la fusión de dos pueblos aparecidos cuando Wah’kon-tah, la fuerza espiritual, acabó con el ga-nitha (caos) y separó la tierra del agua: Tzi-sho («Pueblo del cielo»), del cual procedían 9 clanes, y Hun-kah («Pueblo de la tierra»), del cual procedían 15 clanes, a su vez divididos en subclanes. 
Su organización social era similar a la de los omaha, con clanes patrilineales divididos en mitades que simbolizaban el cielo y la tierra. En su danza tradicional, I’nlon schka, cada mitad de tierra incluye dos subdivisiones que simbolizaban la tierra seca o húmeda, y cada mitad de tierra tenía un jefe hereditario encargado de reforzar la laxitud que tenían en el liderazgo. Eran conocidos por sus rituales poéticos, y tenían la costumbre de recitar la historia desde la creación del universo a cada recién nacido.
También eran bastante conocidos por su costumbre de llevar el cráneo rapado y ponerse un par de plumas, que indicaban los enemigos que habían herido o matado en combate. En la reserva destacaron por su afección a la propia cultura, vistiendo con pieles y no bebiendo alcohol, y tenían la costumbre de tatuar «la marca del honor» a aquellos que respetaban las tradiciones. La Native American Church (NAC) se creó en 1890.

## Historia

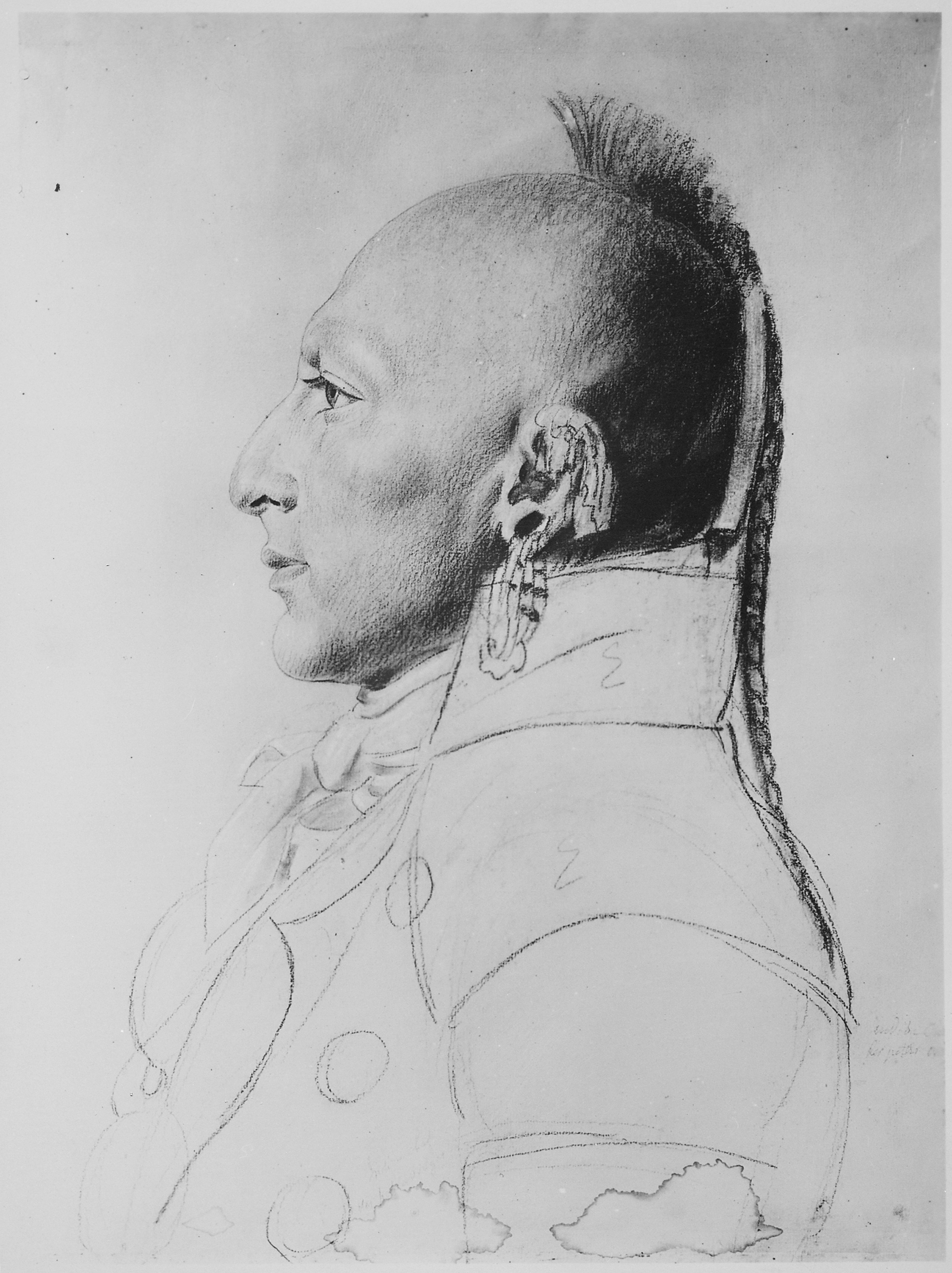
Jefe de los Pequeños Osages, a inicios del.

Parece ser que emigraron desde los ríos James y Savannah, en Virginia y las Carolinas, hacia las montañas Ozark, con las otras tribus deghia (ponca, quapaw, kaw). El primer i’n-shta-heh (blanco) que contactó con ellos fue el francés Jacques Marquette, que los encontró en 1673 en los valles de los ríos Ohio y Osage, en el actual estado de Misuri. Vivían en cinco poblados permanentes a lo largo del río Misuri. Hacia 1714 se aliaron con los franceses contra los  algonquinos, pero fueron vencidos cerca de Detroit (Míchigan). En 1723 formaron una alianza formal con los franceses gracias a los oficios del Sieur de Bourgmont, y una delegación osage visitaría París en 1725. Así, durante las guerras francesas de 1730-40 les cedieron guerreros, y durante unos cien años se mantuvieron en constante estado de guerra con las otras tribus vecinas. En 1755 unos 200 osage ayudaron a los franceses contra las tropas de Braddock, pero en 1763 pasaron a manos británicas.Desde 1770 fueron una amenaza para los españoles de Luisiana, quienes les enviaron misioneros y alternaron la guerra con los intercambios amistosos, ya que carecían de fuerzas de guerra suficientes. Finalmente, en 1790 se declaró la guerra entre los osages y España, y en 1794 estos destruyeron la fortificación de Santa Genoveva.
Su situación estratégica en la zona del Misuri les hizo poderosos; además, tenían 800 guerreros en 1770, que aumentaron a 1.500 en 1800. Por esto en 1802 los jefes Pawhuska/White Hair y Cashesegra/Big Foot se trasladaron a Claremore (hoy en día Clermont). En 1806 Lewis y Clark encontraron 600, la Gran Banda Osage, en el río Arkansas, y unos 500 más en Misuri. En 1802, por intrigas de los comerciantes a causa de las rivalidades por el dominio del comercio de pieles, les hicieron dividirse: un grupo, convencido por los franceses, marchó al río Arkansas (Oklahoma), pero el resto no se movió. 
En 1806 fueron visitados por la Expedición Pike, que les llevaba de regreso a 50 de sus miembros que habían sido capturados y mantenidos como rehenes por una tribu rival, los potawatomi y habían sido liberados por el Ejército estadounidense. En 1808 entregaron la mayor parte de su territorio, 200 millas cuadradas, a cambio de 500 dólares, al gobierno de los EE. UU., y emigraron al valle del río Neosho (Kansas) en 1822. Presionados por los colonos entre 1808 y 1836, y atacados desde 1815 por los indios emigrados del Misissippi, fueron abandonando el valle del Misisipi.
En 1840 se dedicaron a vender armas y pólvora a los comanches y kiowa, y depusieron al jefe White Hair por intentar que el pueblo se dedicase a la agricultura. En 1847 el jesuita John Schoenmakers construyó las primeras escuelas para ellos en Neosho, y en 1854 abrieron las tierras del norte a los no blancos (entre ellos los nika sale o negros). Cuando estalló la Guerra Civil de los Estados Unidos en 1861, 57 jefes osage con 500 guerreros decidieron ayudar a los Estados Confederados de América, pero los jefes Big Chief, Little Bear, Striking Axe y Chetopa o Four Lodge aportaron 200 guerreros para que ayudasen a los unionistas. Por este motivo, durante los años de la guerra la reserva fue arrasada.
Una vez acabada la guerra de Secesión en 1869, unos 2000 colonos ilegales invadieron sus tierras. Por este motivo, hacia 1870 firmaron un tratado con los EE. UU. gracias al cuáquero Isaac Gibson, agente indio, con Josep Paw-ne-no-pashe y con Chetopa, por el cual les compraron 1.470.599 acres por 9 millones de dólares y cedieron 102.400 a los kansa (en el condado de Key). Tras ello, emigraron hacia Oklahoma, donde se dedicaron al cultivo del maíz. En 1872 les constituyeron una reserva en el actual condado de Osage, con 1.500.000 acres comprados a los cherokee, pero entre 1870 y 1875 sufrieron una fuerte hambruna como consecuencia de la extinción del bisonte y de una plaga de langosta que les diezmó la cosecha de maíz.
Esto les obligaría, a pesar de su orgullo, a aceptar raciones de alimentos que les ofreció la BIA. En 1878 constituyeron el primer gobierno tribal, formado por Paw-ne-no-pashe como jefe del mismo y por Wah-than-kah como jefe del consejo tribal. Y en 1881 James Bigheart reclamó una constitución, que instauraba un Consejo Nacional y dividía el país en cinco distritos, cada uno de los cuales enviaba tres representantes al Consejo. En las elecciones de 1882 Paw-ne-no-pashe fue reelegido como presidente, y Strike Axe fue nombrado ayudante. Al mismo tiempo, Tchong-tas-sap-bee/Black Dog era el segundo jefe en influencia. Pero esto no podía impedir la fuerte afluencia blanca a su territorio. En 1894 ya eran 5.000 no indios los que vivían en tierra osage, y aumentarían a entre 10 y 15.000 en 1904. Como respuesta, el gobierno federal abolió el Consejo Tribal el uno de abril de 1900. 

### SigloXX
A comienzos del siglo XX se descubrió petróleo en su territorio (en 1904 ya se hicieron 155 extracciones de petróleo y 18 de gas natural), y por esto el 28 de junio de 1906 les impusieron la Osage Allotment Act, por la cual cada uno recibiría una parcela igual de tierra y derechos de minería (según el censo de aquel año, en el rol tribal había 830 osages puros y 1.158 mestizos, que aumentaron a 926 y 1.303 en 1907).
Tras la muerte del jefe Bigheart en 1908, Tom Baconrind o Washing-ha (1860-1932) fue jefe de la tribu de 1908 a 1914, adepto de la NAC (peyotistas) y máximo portavoz de los sectores tradicionalistas durante los años 20. Consiguió que en 1916 recibieran 10 dólares por persona a causa de los rendimientos petroleros, pero no pudo impedir que en 1920 la Standart Oil Co les expoliase 200 hectáreas para extraer petróleo. Aun así, 120 osages lucharon con los EE. UU. durante la Primera Guerra Mundial, y 381 en la segunda (también tuvieron su propio héroe de guerra, el general de aviación Clarence Tinker, muerto en un accidente en 1942), al tiempo que 200 trabajadores osage sirvieron en la aeronáutica de Tulsa.
En 1926 se celebró en Pawhuska (Reserva Osage) la III Convención de la Sociedad de Indios Americanos, y en 1920 el osage John Joseph Matthews (1894-l979) fue el primer graduado universitario de su historia. En 1924 el presidente Calvin Coolidge entregó al caudillo Fred Lookout/Wy-hah-shah-shin-kah, jefe de la tribu de 1914 a 1956, una medalla por la contribución de la tribu en la Primera Guerra Mundial.
De 1907 a 1929 vendieron más tierra a los no indios, y el FBI fue obligado a intervenir en un caso de matrimonio con asesinato por tierras. En 1930 los jefes Henry Pratt/Nopawalla y George Wright guiaron la tribu en los años de la Gran Depresión, y lucharon contra el alcohol y la pérdida de tierras. 
En 1964 se formó la Osage Nation Organisation (ONO), comité de agravios dirigido por Leroy Logan y Raymond Lesley, que tenía 250 miembros en 1965 y que llegaría a los 800 en 1970. Solicitaron cambiar la estructura del gobierno tribal, pero no consiguieron ninguna medida favorable al respecto.

## Destacados miembros del pueblo osage
- Clarence Tinker: héroe en Midway
- Rosella Hightower: bailarina
- Maria Tallchief: bailarina
- Marjorie Tallchief: bailarina
- Monte Blue: actor de cine mudo
- Charles Curtis: vicepresidente de Estados Unidos.